# All of You (album)
All of You è il terzo album discografico in studio della cantautrice statunitense Colbie Caillat, pubblicato nel luglio 2011.

## Tracce
1. Brighter Than the Sun – 3:51
2. I Do – 2:53
3. Before I Let You Go – 3:35
4. Favorite Song (feat. Common) – 3:46
5. What If – 3:45
6. Shadow – 3:20
7. Think Good Thoughts – 4:01
8. Like Yesterday – 3:27
9. All of You – 3:49
10. Dream Life, Life – 3:25
11. What Means the Most – 3:27
12. Make It Rain – 3:57

## Classifiche
- Billboard 200 - numero 6